# Tổ chức Quỹ người Thượng

Hiệu kỳ của tổ chức

Quỹ người Thượng (tên tiếng Anh: Montagnard Foundation, Inc.), còn gọi là Sáng Hội Người Thượng hoặc Tổ chức Người Thượng, là một tổ chức theo như những người thành lập là có mục tiêu "bảo vệ cuộc sống và văn hóa người Thượng ở Tây Nguyên, Việt Nam thông qua các biện pháp hòa bình". Tổ chức này được đang kí là một tổ chức phi lợi nhuận, thành lập năm 1990 có trụ sở ở Nam Carolina (Hoa Kỳ) và do Ksor Kok, một người dân tộc Jarai đứng ra làm chủ tịch.

## Lịch sử
Tổ chức này bị Chính phủ Việt Nam hiện hành coi là một tổ chức phản động chống phá Nhà nước Việt Nam, gây chia rẽ đoàn kết dân tộc, được cho là biến tướng của FULRO nhằm thành lập nhà nước Đề Ga ly khai và là nguyên nhân những cuộc rối loạn vào tháng 2 năm 2001 và tháng 4 năm 2004 tại Tây Nguyên.
Ngược lại, Quỹ người Thượng thường tổ chức những cuộc biểu tình tại nước ngoài để thông tin về sự việc mà họ gọi là "ngược đãi và đàn áp" người dân tộc thiểu số của chính quyền Việt Nam và đưa ra những cáo buộc về việc tín ngưỡng Tin Lành của người thiểu số tại Tây Nguyên bị xâm phạm và nhiều mục sư bị bắt hoặc cấm đoán hành lễ 